# 蟲師
『蟲師』（むしし）は、漆原友紀による日本の漫画作品、およびそれを原作としたアニメ、実写映画、ゲーム作品である。

## 概要
「蟲師」を生業とする主人公「ギンコ」が、様々な「蟲」によって引き起こされる事象に対峙していく物語。
1999年に講談社『月刊アフタヌーン』の増刊号『アフタヌーンシーズン増刊』にて連載開始。同誌の休刊後は『月刊アフタヌーン』本誌に移り2003年から2008年まで隔月連載された。その後、2013年に特別篇「日蝕む翳（ひはむかげ）」が同誌2014年1月号と2月号に前後篇で連載された。2007年3月時点で累計部数は350万部を突破している。
時代背景は作者曰く「鎖国を続けた日本」もしくは「江戸期と明治期の間にある架空の時代」で、主人公のギンコを除く登場人物は和装をしており、風景も日本の農村や中山間地を思わせるノスタルジックなものとなっている。また、劇中で必ず人物の回想を用いる点も特徴的であり、ギンコが行動する時間や行動範囲に収まらない伝聞による時間・世界も描かれている。
2003年の第7回文化庁メディア芸術祭マンガ部門優秀賞、2006年の第30回講談社漫画賞・一般部門受賞、2007年の文化庁メディア芸術祭「日本のメディア芸術100選」マンガ部門第9位選出。
2005年10月から2014年まで、監督長濵博史、主演中野裕斗によってテレビアニメ化された（#アニメ、#日蝕む翳、#蟲師 続章にて詳述）。
2007年3月には、監督大友克洋、主演オダギリジョーによって実写映画化された（蟲師 (映画)を参照）。
2008年1月31日には、ニンテンドーDS向けソフト「蟲師 天降る里」（#ゲームにて詳述）としてビデオゲーム化された。
2021年、『月刊アフタヌーン』5月号に新作短編「地翔る影」が掲載された。

## あらすじ

### 各話リスト

#### 第1巻
緑の座（みどりのざ）
緑豊かな山の中、1人暮らす少年は描いたモノに命を宿す「神の筆（かみのひだりて）」を持つという。噂を聞いた蟲師ギンコは調査のため、少年のもとを訪れるが……。
柔らかい角（やわらかいつの）
雪深い山里へ、耳に巣食う蟲の治療に出向いたギンコ。治療後、村長から村人とは異なる症状を訴える「角の生えた孫」の治療を依頼されるが……。
枕小路（まくらのこうじ）
「百発百中の予知夢を見る男」のもとを訪れたギンコは、その夢の正体を蟲であると指摘、夢から覚めなくなる危険性を話し、予知夢を抑える薬を渡す。約1年後、男の住む町へ出向いたギンコは、住む者もいなくなり荒れ果てた村に、ただ1人暮らす男の姿を見て立ち尽くす。男に何があったのか……。
瞼の光（まぶたのひかり）
「光に当たると目が激しく痛む病にかかった少女」。どの眼科医にも見放され、光遮る蔵の中で暮らす少女が瞼の内に見るものは、真の闇の中、光る河とその対岸に座る片目の男……。
原題は「蟲師」で、作者のさらなる過去作「虫師」を経ての受賞作を単行本収録に際して改題したもの。
アニメ版では作者自身が「変。」と自嘲していたギンコのズボンが無地のシンプルなデザインへと変更されている。
旅をする沼（たびをするぬま）
奥深い山を越える途中、ギンコは「移動を続ける謎の沼と、それと行動を共にする緑（あお）い髪の少女」に出会い、興味を持つが……。

#### 第2巻
やまねむる
旅の途中、通りかかった「光脈筋の山の異変」に気付き調査を始めたギンコは、人でありながら山のヌシを務める老人に出会う。調査の中、山の異変と老人（ヌシ）との関係に気付いたギンコは行動を起こすが……。
アニメ版では珍しく多めの修正がなされており、顔を隠した子供が描かれたカラーページの語りや猿の頭をした狐などがカットされ、「女達は犬猫のように子を孕む」が「次々と授かる」へ変更されるなどしている。
筆の海（ふでのうみ）
「代々その身の内に禁種の蟲を封じてきた狩房家」。その4代目筆記者として過酷な運命と向き合う娘、狩房淡幽（かりぶさ たんゆう）。禁種の蟲に蝕まれ動かぬ足を引きずりながら、別邸にこもり日々禁種の蟲を封じる呪を書き続ける淡幽と、蟲を寄せ付ける体質から常に流れ歩き続けるギンコ。全く正反対の性質を持つ2人の静かな心の交流……。
露を吸う群（つゆをすうむれ）
周囲を海に囲まれた断崖の岩島。痩せた土地を細々と耕し、かつかつの暮らしをする島民の心の支えは、代々島の頭首一族に現れる「毎日生き死にを繰り返す生き神」の存在だった。島の少年に生き神の謎の解明を依頼されたギンコは、生き神に巣食う蟲に着目する……。
雨がくる虹がたつ（あめがくるにじがたつ）
「奇妙な虹」に憑かれた父親を持つ男は、病に臥せった父のため虹を採る旅に出た。雨宿りに立ち寄った木の下で男に出会ったギンコは、奇妙な虹の正体を蟲だと教え、虹探しに同行する。長く辛い旅を続けた末、虹を見つけた時、男の心の内に宿るものは……。
綿胞子（わたぼうし）
婚礼の最中、輿入れで通った森の中で、「綿帽子にポツリと付いた緑のシミ」。それが全ての始まりか……。1年後、男の妻が生んだ赤子は人の姿を持たない緑の塊。驚く両親の目の前から、それはヌルリと床下へ消えた……。さらに1年の後、一度は諦めた己の赤子は床下より産まれる。人の姿をもって…。さらに半年、また産まれる。さらに半年、また…。増え続ける子供たちと、その子供の身体を突然蝕み始めた見覚えある緑のシミ。助けを求める両親にギンコが示す残酷な現実……。
アニメ版「日蝕む翳」ではさらなるその後が描かれている。

#### 第3巻
錆の鳴く聲（さびのなくこえ）
鉄に留まらず木、石、土、人まで「なんにでも付く錆」に蝕まれた村。その原因解明と治療のため、村へと呼ばれたギンコは病の起こり始めた年に生まれた、何も話さない少女に注目するが……。
海境より（うなさかより）
2年半前、奉公先の娘と駆け落ちの途中に起こしたつまらぬ諍い。仲違いをしたまま乗った船、もやの中に「海を泳ぐ蛇の群れ」を見た男は怪異に出会う。流れ着いた浜辺で、後悔の中男は今も帰らぬ娘を待ち続ける。男の話に心当たりを感じ調査を始めたギンコは、男にある提案を持ち掛ける……。
重い実（おもいみ）
「天災に見舞われるたび、村人1人の命と引き換えに必ず豊作になる」という奇妙な村。その話に蟲師最大の禁じ手である「ナラズの実」の存在を感じとったギンコは村の祭主のもとへと向かう……。
アニメではオープニングがカットされている話を除き、全シリーズで唯一、アバンタイトルを採用している。
硯に棲む白（すずりにすむしろ）
悪戯で、里医者化野の収集品を納めた蔵へと入り込んだ子供達が見つけたものは、「蟲の化石で作られたといわれる妖しの硯」。その晩、子供達は突然「体温を奪われる病」に襲われる。治療に出向いた先で、子供の悪戯を知り事態を悟った化野はギンコに助けを求める。調査を開始したギンコは硯の出所を突き止めるが……。
アニメ版ではたがねが彫った銘のカットが追加され「鏨」と明記されている。
眇の魚（すがめのうお）
母親と行商の旅をしていた少年ヨキは、崖崩れに遭い母親を失う。一人さ迷い歩いた末に深い深い森の中で行き倒れたヨキを助けたのは、「白髪、隻眼の女蟲師ぬい」だった。元より行き場のないヨキはぬいの元にとどまり蟲師としての知識や思考を教えられるが、森とぬいにはヨキの知らない秘密があった……。蟲師ギンコの原点を辿る物語。

#### 第4巻
虚繭取り（うろまゆとり）
放浪の旅を続けるギンコの「ウロ繭に届いた、自分宛ではない千切れた一通の文」。「まだ続けてたのか…。」行方不明の双子の姉を探すその文を手に、ギンコはウロ守・兎澤綺のもとへと向かう……。
アニメ版「日蝕む翳」では結末が映像化されている。
一夜橋（ひとよばし）
山間に架かる吊り橋から落ちた少女。到底助からぬ高さだったにも関わらず、少女は谷底から自力で歩いて戻る。しかし少女は心を無くしていた。「谷戻り…」里の者は噂する。治療に呼ばれたギンコは、少女の身体に蟲を見る。少女に何があったのか…。また里に伝わる「一夜橋（ひとよばし）」の伝説とは……。
春と嘯く（はるとうそぶく）
「毎年冬になるとどこからか採ってきた春の山菜を抱え春まで目覚めぬ眠りに付く弟。」冬の凍て山に難儀したギンコが一夜の宿を頼んだ民家。肩を寄せ合うように生きる姉弟が抱える誰にも言えない秘密、「春まがい」の謎にギンコが挑む……。
籠のなか（かごのなか）
旅の途中、脚を休めた竹林でギンコが出会ったのは、「竹林に囚われた男と、人と白い竹の間に産まれた男の妻。」。どうやっても竹林から出る事のかなわない男の夢は、家族3人でふもとの村に戻る事……。男の願いを受けてギンコは白い竹を調査するが……。
アニメ版「日蝕む翳」ではさらなるその後が描かれている。
草を踏む音（くさをふむおと）
「毎年、五月雨（さみだれ）降る頃山へとやって来る奇妙な集団」。蟲が見える地主の息子は、集団に属する少年イサザと知り合う。光脈を追い放浪し続ける事の定められた「ワタリ」の少年と、決められた場所に定住し続ける事の定められた少年……。互いに違う地点に立ち、違う価値観を持ちながらも、互いが互いを羨みながら、少年時代のひと時を共に過ごした彼らが歩んだ道は……。

#### 第5巻
沖つ宮（おきつみや）
「生きているうちに沈んだ者を、望月の晩、命の種へ変えて吐き出すという“竜宮の海淵”」。吐き出された種を飲めば沈んだ命を「生みなおす」ことが出来るという……。噂を聞いて島へと赴いたギンコは村で、父に懇願され死病に犯された母を「生みなおした」という女に出会う。成長するにつれ、生前の母をなぞるように行動しはじめた娘に戸惑う女は、ギンコに真相の解明を依頼する。果たして「生みなおし」の真実は……。
眼福眼禍（がんぷくがんか）
娘の盲目を治すため、蟲師の父が持ち帰った「幻の蟲」。それは、娘に初めての光と、見えることの喜びを与えたが……。
放浪の途中、街道筋の宿場町でギンコは、見える眼（まなこ）を閉じ、路上で蟲の話を弾き語る奇妙な女に出会う。ギンコが来ることが視えていたという女の頼み、「私の目玉を山に埋めてくれ。」とは一体……。視える幸せ、視えない幸せ……。
山抱く衣（やまだくころも）
骨董商がギンコに差し出した1枚の羽織は、「羽裏（羽織の内側）に描かれた山画から時折煙を立ち上らせる」という。一昔前に名を馳せた天才絵師の筆だというその羽織から蟲の気配を感じ取ったギンコは、絵の題材になっている絵師の故郷へと向かう。1枚の羽織が織り成す、絵師と山の物語……。
篝野行（かがりのこう）
開墾の途中掘り出された「溶岩石から生えた1本の草」。村中の誰もが気にしなかったその草は、周囲の草木を枯らしながら瞬く間に山を覆いつくし村へと迫る。新種の蟲の噂を聞き調査にやってきたギンコは、村の蟲師が解決策として下した決定「山を焼き払う事」に疑念を抱き反対するが……。
暁の蛇（あかつきのへび）
一昨年前の春を境に、「眠ることを忘れた女」はそれにともなって、あらゆる物事を忘れ始めた。団子、蟹、くしゃみ、自分の妹……。女の息子から助けを求められたギンコは、その謎を解明し対処法を教えるが……。忘れたい記憶……忘れられない記憶……。

#### 第6巻
天辺の糸（てんぺんのいと）
「蒼天より垂れる白い糸、掴んだ娘は虚空に消えた…」。山越えの途中ギンコは、樹の頂上に座り込む、記憶を失った娘を拾う。娘はギンコの協力で村へと帰るが、怪異に出会った事で蟲の領域へと引きずられていた。戸惑う娘の恋人に対し、娘を人に戻すためギンコが示す方法とは……。
囀る貝（さえずるかい）
海辺に生きる少女が貝を拾い耳にあてがう。そこから聞こえる調べは波の音……のはずだった。ヒトは弱い生き物だ。生きるためには助け合わねばならない。恐れや怒りを相手にぶつけたところでそこからは何も生まれはしない。生きるために本当に必要なこと、それを教えてくれる話……。
夜を撫でる手（よるをなでるて）
夜の山中に漂う「腐臭の混じった光酒の匂い」を辿ったギンコはその先で、異様な殺気を放つ人影に行き当たる。翌朝、山を抜けた先の村で人影の正体である男と出会ったギンコは、その殺気の正体が光酒の腐敗したモノ、「腐酒（ふき）」であることを見抜き治療することを提案するが……。酔ってはならない酒に酔う男の見るものは……。
雪の下（ゆきのした）
冬の湖、ほんの一時目を離した隙の事故により妹を失った少年は、未だその死を受け入れきれずにいた……。
「雪蟲」類の研究に雪降る山里へとやって来たギンコは、旅籠の娘から「希少種の雪蟲に憑かれた少年」の話を聞き、少年の元を訪れる。蟲に憑かれた事から寒さを感じず、暖の一切を受け付けることの出来なくなった少年の身体に痛みを診てとったギンコは治療を進めるが……。凍えた身体……凍えた心……凍えた記憶……。
野末の宴（のずえのうたげ）
父の造る酒は美味かった……。名杜氏であった父を目指し精進を続ける男は、ついに「黄金色に輝く見事な酒」を造ることに成功する。深い喜びと共に酒を片手に父のもとに帰る夜の山中、酒のもたらす酩酊の中で男は異形の生物を見る。誘われるままに生物を追った男の行き着く先は、奇妙な集団の不思議な宴……。
アニメ版では「吸蜜糖」のカットが追加されている。

#### 第7巻
花惑い（はなまどい）
春。変わらぬ旅の道すがら、桜の名木見物にやって来たギンコは「蟲に憑かれ80年もの間、若さを保っているという女」に出会う。蟲に憑かれた影響から視覚、聴覚の大部分を失った女と桜の関係に興味を持ったギンコは、代々女の世話をしているという庭師の男に話を聞くが……。
鏡が淵（かがみがふち）
旅の途中、脚を休めた山中で「蟲に憑かれ影を抜かれた娘」を見かけたギンコは、娘と蟲の存在が入れ替わる危険性を教え治療を始めるが……。生きる意志を失った娘と生きた力を欲する蟲……生きた存在を賭けた静かな心の闘争……。
アニメ版では最後の真澄の台詞に「奥さんいるの？」が追加されている。
雷の袂（いかずちのたもと）
「5年の間に4度も雷に打たれた少年」。その原因が蟲にある事を教え治療を申し出たギンコだが、子の大事に反応の薄い家族をいぶかしむ。我が子を愛せぬことに悩む母親、愛されぬことに悩む子……。悩みのすれ違いが生み出すさらなるすれ違い……。
棘のみち（前編）（おどろのみち ぜんぺん）
狩房家に代々仕える蟲師「薬袋（みない）家」。最古の蟲師一派であるこの一族からは、時折「何かが欠落した者」が出るという。知己・狩房淡幽より、山の異変調査に出向いた薬袋家当主・クマドの手助けを頼まれたギンコは、共同捜査を開始する。
棘のみち（後編）（おどろのみち こうへん）
「棘の道」へと踏み入り「魂を喰う蟲」に襲われてしまう二人。そこに現れた、ギンコが予想だにしなかったモノの正体とは。蟲師となる事を宿命付けられた一族ゆえに背負う過酷な運命……深い業……。

#### 第8巻
潮わく谷（うしおわくたに）
冬の最中にも関わらず、季節外れの実りを付ける見事な棚田を造る男は、「幼少時より眠ることなく働き続けている」という……。雪積もる山中で、怪我にうずくまっていた所を男に助けられたギンコは、男が蟲に寄生されている事に気づき、その危険を説こうとするが……。己の守る者のため、身を削り働く男の人生は、蟲の仕業か……男の意志か……。
冬の底（ふゆのそこ）
晩冬。光脈筋の山を越える途中、山々が春に目覚める声を聞いたギンコは、その中にあってただ一座「冬眠を続ける山」に閉じ込められる。事情を探るため山のヌシを探す中、「冬眠」の理由に気付いたギンコは「山の死期」を診立てるが……。諦めを促すギンコに対し、ヌシが示す答えとは……。
隠り江（こもりえ）
水路に囲まれた街。少女が、抜け殻のように意識を失う時。
離れた互いを思う気持ちが、時に意識を通わせる……。
日照る雨（ひてるあめ）
今日も雨を告げて回る女。数奇な過去と運命を背負い、流れ行くさまは雲のごとく。
踏み入れれば雨が降り行く。女の流れぬ涙が、雲無き空から雨を呼ぶ……。
泥の草（どろのくさ）
死者は沼地に置いて葬る慣わしのある村で、奇妙な病が蔓延する。
言い伝えを信じなかった一人の男は、弟が山へ帰るのを見た。

#### 第9巻
残り紅（のこりべに）
黄昏時の山中、1人呆ける老婆・みかげ。みかげの夫・陽吉によるとみかげは、幼馴染のアカネと入れ替わりに突如里に現れ過去の記憶を失っているという。
夕暮れ時1人残されるアカネ。寂しげな彼女にちかづく小さな影、しかしそこに姿はなく……。
風巻立つ（しまきたつ）
水夫見習いのイブキの口笛に応える風を呼ぶ蟲「とりかぜ」。
ギンコはその技術に感心するが、夜には口笛を吹かないように警告する。
壷天の星（こてんのほし）
ずっと夜が続く世界にある屋敷に1人で住む少女・イズミ。見えない誰かによって隠された人形を探して遊ぶ日々。
突如屋敷に現れたギンコが語る「あの空の向こうでイズミを待っている者」とは。
水碧む（みずあおむ）
水掻きを持ち泳ぎが達者な少年・湧太。しかし、彼の体温は低く、知恵は人並み以下。
ギンコが語るには湧太は「雨蠱（うこ）」という蟲の影響を受けているという。
草の茵（くさのしとね）
第4巻の「草を踏む音」の後、ギンコは山中で1人倒れているところを蟲師・スグロに発見される。
山のヌシとスグロに出会い、蟲と己の運命を考えるギンコ。

#### 第10巻
光の緒（ひかりのお）
母親がおらず荒れる少年・ゲン。彼は時折空を舞う天女のような人影と、家の奥に仕舞われていた光り輝く不思議な羽衣を見る。彼の前にギンコが現れ……。
常の樹（とこしえのき）
遥か昔から里を見下ろしてきた巨木。
里の財政難のために伐り倒されてしまう事となるが、その記憶が別の男へと宿る。
男は歩けなくなった脚と養われるだけの生活の中で苦悩する事となるが……。
香る闇（かおるやみ）
遥か昔から何度も強い既視感覚に苛まれる男。彼はある日雨宿りに訪れたギンコから、自分が永遠に繰り返す時の円環の中に置かれたのだと指摘されるが……。
鈴の雫（前編）（すずのしずく ぜんぺん）
人でありながら山のヌシとなるべく生を享けたカヤ。人としての記憶を失いかけた彼女を発見した兄が家へと連れ戻すが、そのために山に異変が生じ……。
鈴の雫（後編）（すずのしずく こうへん）
山に戻ったカヤだったが、なぜかヌシの力が発揮できなくなっていた。ギンコはカヤをヒトに戻すべく、「理」に許しを請いヌシの力を返そうとするが……。

#### 特別篇
日蝕む翳 前篇（ひはむかげ ぜんぺん）
日食の際には蟲が騒ぐという。ギンコは淡幽の助言を受け、日食を終わらせない蟲「日蝕み」の出現が危惧された里で警戒を続けていたが、読みは的中し闇に包まれてしまう。
しかし、生まれてからずっと太陽から隠れるようにして暮らしていた白髪の少女・ヒヨリだけは、その蟲のおかげでむしろ好都合の世界となったことを喜ぶのだった。
日蝕む翳 後篇（ひはむかげ こうへん）
陽の光が途絶えた不安から荒み弱り始める人々。それでも解決に協力しようとしないヒヨリにギンコは、今のお前は日蝕みとそっくりだ――と話して聞かせる。
一方、偶然が重なって健常に生まれることが出来たとギンコの話で聞き知ったヒナタは、かつてヒヨリから浴びせられた非難の一件を思い出していた。直後、伝承にあった事象の通りなのかヒナタが姿を消してしまい……。

## 登場人物
当作は基本的に1話完結で物語が構成されているため、少数の人間とギンコを除いて各話ごとに登場人物が異なる。そのため、以下は劇中におけるギンコとその関係者という意味合いで記している。
ギンコ
声 - 中野裕斗、沢城みゆき（幼少期）
主人公。蟲師。年齢不詳。白髪緑眼で左目を前髪で隠している（「瞼の光」回の時点では左目に義眼が入っていたがスイに与えており、以降左目がどうなっているのかは不明）。
本来はヨキという名であり、幼少時は母親に連れられ行商の旅をしていた。その道中に崖崩れに遭って母親を失い、行き倒れた所を蟲師・ぬいに拾われたが、ぬいの庵の近くにある池に棲む蟲が原因で白髪緑眼となり、左目と本名を含む過去の記憶すべてを失った。以来「ギンコ」と名乗り、しばらくはワタリや蟲師の間を転々としていたが、ある山のヌシの卵を割ってしまった事などを通し、蟲師としての道を歩んでいく。
蟲を呼び寄せる体質のため、ひとつ所に留まることは出来ず、蟲の研究をしながら常に旅をしている。蟲避けのため蟲煙草を常時くわえている。人々が和装をしている作中においては珍しく、洋装をしている。常に冷静で感情的になることは少ないが、正義感は強い。また、知らない子供や若者に「よう」と気軽に声をかけるのも特徴的である。蟲を屠る事を前提とする蟲師の多い中、蟲と共存したいという考えを持つ。イサザ、化野と仲が良い。
化野（あだしの）
声 - うえだゆうじ
とある海辺の里の医者。ギンコの知人。人徳は結構あり、里の住民からの信頼も厚い。とにかく珍しい物が好きで収集しているが（収集物は部屋や蔵に置いてある）、その趣味が仇となって時たまトラブルも起きる。ギンコもよく蟲に関する曰くつきの物（ただし、時々偽物あり）を売りつけては路銀を稼いでいるが、本人は最近彼の売る物に疑り深くなっている。
狩房淡幽（かりぶさ たんゆう）
声 - 小林愛
狩房家の娘であり4代目筆記者。筆記者とは、全ての生命に死をもたらす強力な「禁種の蟲」を体内に封じている者のことであり、狩房家に数世代に1人生まれる。蟲を屠った話を書物に書き記すことで代々少しずつ「禁種の蟲」を封じる力を持ち、その役目に一生を費やす。筆記者は、その証として身体の一部に墨色の痣を生まれ持つ（淡幽は右足）。痣のある部位は自由に動かすことが出来ない上、筆記の際に痣から生じる痛みに耐えなければならないが、筆記によって蟲を封じることでわずかずつではあるが痣は減ってゆく。蟲師達が蟲をただ屠る事に疑問を感じていた中、ギンコに出会い「蟲が人や動植物と共存する理想の世界」を考え始める。
薬袋たま（みない たま）
声 - 京田尚子
狩房家付きの蟲師。遥か昔、狩房家の先祖の身体に禁種の蟲を封じた最古の蟲師一族の者。狩房文庫を管理している。淡幽の乳母のような存在。
イサザ
声 - 岸尾だいすけ
光脈筋を追って流れ歩くワタリの者。光脈筋の変動や蟲に関する情報を蟲師に売ることで生計を立てている。ギンコを子供の頃から知る人物で、今でも彼とは親しい。
アニメ版では再登場のタイミングが（本筋に影響は無い範囲で）異なり、先に放送（制作）された特別篇「日蝕む翳」にて1カットながら姿を見せている。
兎澤綺（とざわ あや）
声 - 名塚佳織
ウロ守。代々ウロ繭を作り、管理してきた兎澤一族の当代。5年前、自身の不注意が元でウロに連れ去られ、行方不明となった双子の姉・緒（いと）を探し続けている。緒を捜すためにギンコと共にウロの巣「虚穴」に入るが、その虚穴の奥深さゆえに、運に任せざるを得ないことを痛感する。
原作では語りのみだった結末が、アニメ版では特別篇「日蝕む翳」にて1カットながら映像化されている。
ぬい
声 - 土井美加
母親を亡くして行き倒れていたヨキ（後のギンコ）を拾い、蟲師としての基本を教えた女蟲師。ギンコ同様、蟲を呼び寄せる体質で白髪緑眼。郷里の近くの山中に消えた家族や友人を探して入り、そこで常闇（とこやみ）及びぬいが銀蠱（ぎんこ）と呼ぶ蟲に遭遇。家族らが常闇となって消えてしまった事を悟った後も、その山中に暮らしていた。最終的に自身も常闇となって消えたが、その際ともに常闇に呑まれたヨキを、左目を犠牲にすることで常闇から脱け出させた。
アニメ版では原作における語り部分を土井美加のナレーションで行っており、12話でぬいのダビング（アフレコ）も担当したことから、シリーズを通してぬいが語り手のような演出になっている。

## 設定
蟲（むし）
「みどりもの」とも呼ばれ、現実の昆虫などの小動物の総称としての虫とは異なり、精霊・幽霊・妖怪といった怪異を作者なりに「普通の人には見えない生命体の営みから起こる現象」と解釈し、この世のあらゆる生命よりも命の源流に近いものが「蟲」となっている。
劇中では「生と死の間、者と物の間にいるもの」、「陰より生まれ、陽と陰の境をたむろするモノ共」、「我々とは在り方の異なる命」などとも説明され、その姿が見える者と見えない者がいるが、稀に全ての人間に見える蟲も存在する。その生態は未だ謎が多く姿形も多種多様で、動植物型のものやどちらともつかないもの、虹や雨など自然現象に近いもの（劇中曰くナガレモノ）、姿形は違えど実際の生物と全く同じ性質を持ったものすらいる。生命の根源により近いものになると、透けているものや光を帯びているもの、物体をすり抜けるものもいる。また、死んでも骸は残さない。
それら「蟲」に対する知識を活かして生業としている者達が「蟲師」である。
蟲師（むしし）
蟲に関するあらゆる事象を取り扱う、蟲専門の医者、研究者。ギンコのように旅をしながら仕事をするものと、一箇所に定住し仕事をする者がいる。基本的に個人営業だが、蟲師間での情報交換など横の繋がりはある。かつては一族ぐるみで蟲師を生業とする蟲師一門も存在したが、現在ではそのような組織立った形態での活動はほぼ絶えている。世間的にはあまり知られていない職業。
しかし、たとえ蟲師であっても劇中ではまず怪異の原因である「蟲」を探し出し、研究しながら解決策を模索することのほうが多い。
ワタリ
蟲が見えるがために、住んでいた場所を追い出された者達が最後に行き着く集団。光脈を追って常に移動しており、行く先々で集めた光脈筋に関する情報や蟲に関する噂を売る事を生業としている。ゆえに蟲師とは繋がりが深い。モデルとなったものはサンカ。
妖質（ようしつ）
五感以外のものを感じる感覚を補うもの。量の多寡はあっても誰もが持つもので、妖質の多い者は蟲が見える。しかしながら通常は必要ない感覚であり、乳幼児期こそ多少は使われるものの、ある程度成長すると日常生活にはほとんど用を為さなくなる。このため、人によっては眠っていたり、突然覚醒することもあれば突然失うこともある。
ヌシ
光脈筋にある山の精気を抑え、統制している存在。眠っている時ですら、山の全てを把握する。ヌシになるものは産まれつき体に草が生えている。劇中ではイノシシ、ナマズ、カメなどがヌシとして登場する。
ヒトもヌシに選ばれることがあるが、蟲師の「ヌシの術」を用いれば後天的にヌシになることもできる。しかし、後者の1人曰く「ヒトには辛い」役目で、ヒトの後継者に術を継承せず、「ヌシを喰ってヌシに成り替わる蟲」に座を譲っている。また、前者の1人はヌシの役目とヒトの心を両立させることができず、最終的には「ヒトのヌシはもう2度と現れない」と示唆するような結末で次のヌシが選ばれている。
蟲の宴
蟲が人に擬態し客（人間）を招くといわれる宴。この中では蟲達から光酒（こうき）の入った杯が渡されるが、これを飲み干すと生物としての法則を失い、蟲の側の存在となる。
光酒（こうき）
光り輝く命の水。酒。その正体は蟲であるとも、蟲になる前の姿であるとも言われ、遥かな地の底、真の闇の中を水脈のように流れ移動しており（光脈）、これが近づいた土地（光脈筋）は緑豊かに栄え、遠ざかると枯れる。蟲師の仕事にも多く使われ、蟲師間でも高価で取引されている。蟲にとっても人にとっても何よりも美味とされる。しかし、ヒトが用いるものは死光酒であり、蟲の宴に振舞われるものよりも味は劣る。
蟲煙草（むしたばこ）
一見して普通の両切りの紙巻き煙草だが、この煙を吹きつけると弱い蟲なら払う事ができる。蟲を散らす際に使うほか、ぬい・ギンコなど蟲を寄せ付ける体質の人間が、蟲を集めないために使う。ギンコは特に蟲を寄せ付ける体質のため、頻繁に吸っている。
蟲煙草の中身の材料は不明だが、ゲーム版では自ら調合して作ることができる。「冬の底」での描写から水に濡れると使いものにならなくなる。
なお、「緑の座」でギンコが吐き出した煙が蟲になりかけの人間に纏わり付いて捉えているが、この時に吸っていたものが同じ蟲煙草かどうかは不明。
蟲ピン
針のようなものだが、これで蟲を突き刺して蟲の動きを封じることができる。
ウロ繭
ウロという空間に穴をあける蟲と、2匹の蚕が作った1つの繭（玉繭）の性質を利用し手紙を届ける通信方法。代々、兎澤一族によって管理されてきた。全国を流れ歩く蟲師同士の連絡手段。ウロが穴を広げてしまうため、数年おきに新しいものと取り替える必要がある。
狩房文庫（かりぶさぶんこ）
狩房家代々の筆記者が蟲師から蟲を屠った話を聞き取り収めた書物。そこに記された一文字一文字すべてに禁種の蟲が少しずつ封じられている。莫大な量があり、その全てが狩房家別邸の地下蔵に収められている。記されている内容は蟲師にとって蟲封じ指南書とも言えるものであり、蟲師は狩房家に協力し蟲を屠った話を提供することで、閲覧許可を得ることができる。
ナガレモノ
蟲の中でも、自然現象そのものに近しいモノ。「命がある」こと以外は、雨や虹などの「現象」と同じ。発生する理由はあれど目的は無く、何からも干渉を受けず、ただ影響だけを及ぼして去ってゆく。ヒトがナガレモノに触れると「憑く」。

## 書誌情報

### 単行本
- 漆原友紀 『蟲師』 講談社〈アフタヌーンKC〉、全10巻
  1. 2000年11月22日発売、ISBN 4-06-314255-8
  2. 2002年2月22日発売、ISBN 4-06-314284-1
  3. 2002年12月20日発売、ISBN 4-06-314312-0
  4. 2003年10月23日発売、ISBN 4-06-314332-5
  5. 2004年10月22日発売、ISBN 4-06-314361-9
  6. 2005年6月23日発売、ISBN 4-06-314381-3
  7. 2006年2月23日発売、ISBN 4-06-314404-6
  8. 2007年2月23日発売、ISBN 978-4-06-314442-0
  9. 2008年2月22日発売、ISBN 978-4-06-314488-8
  10. 2008年11月21日発売、ISBN 978-4-06-314537-3
- 漆原友紀 『蟲師 特別篇 日蝕む翳』 講談社〈KCデラックス〉、2014年4月23日発売、ISBN 978-4-06-376971-5

### 愛蔵版
大判化された再版シリーズ。上述の単行本第1巻では白黒印刷だった「枕小路」のカラー原稿が初めて収録されているが、逆に各巻に存在した書き下ろしの後書き類は全て割愛され未収録となっている。また、枠で囲まれていたサブタイトルが単なる文字のみのデザインに変更されている。
- 漆原友紀 『蟲師 愛蔵版』 講談社〈KCデラックス〉、全10巻
  1. 2013年11月21日発売、ISBN 978-4-06-376865-7
  2. 2013年11月21日発売、ISBN 978-4-06-376866-4
  3. 2013年12月20日発売、ISBN 978-4-06-376867-1
  4. 2014年1月23日発売、ISBN 978-4-06-376868-8
  5. 2014年2月21日発売、ISBN 978-4-06-376879-4
  6. 2014年3月20日発売、ISBN 978-4-06-376954-8
  7. 2014年4月23日発売、ISBN 978-4-06-376970-8
  8. 2014年5月23日発売、ISBN 978-4-06-376988-3
  9. 2014年6月23日発売、ISBN 978-4-06-377012-4
  10. 2014年7月23日発売、ISBN 978-4-06-377032-2

### コンビニコミック
アニメ第2期『続章』におけるエピソードを収録した廉価版シリーズ。カラー原稿は全て白黒印刷、後書き類は全て未収録、サブタイトルは「」で囲んでの書院太ゴシック体調のフォントで印刷されている。
- 漆原友紀 『蟲師』 講談社〈講談社プラチナコミックス〉
  - 『蟲師 アニメ放送順セレクション 宴編』2014年4月23日発売、ISBN 978-4-06-377994-3
  - 『蟲師 アニメ放送順セレクション 棘編』2014年5月14日発売、ISBN 978-4-06-377995-0

### 関連書籍
- 『蟲師 Official Book』講談社、2006年1月23日発売、ISBN 4-06-372117-5
  - 原作第6巻までとアニメ第1期を対象とした設定資料集・ムック本。アニメ版のシナリオライター達が書き下ろしたオリジナル短編小説を「狩房家当主の記した狩房文庫」として収録してもいる。
- 『蟲師二十景 漆原友紀画集 蟲襖』2007年6月30日発売、ISBN 978-4-06-368018-8
- 『蟲師 〜連綴〜 二〇〇四〇七〇九−二〇〇六〇八〇八』講談社、2007年7月23日発売、ISBN 978-4-06-364692-4
  - アニメ第1期の設定資料集。電子書籍版も配信されている。
- 『蟲師画集』2015年6月20日発売、ISBN 978-4-06-364971-0

## アニメ
| メインスタッフ                  | メインスタッフ                                                       |
| ------------------------------- | -------------------------------------------------------------------- |
| 原作                            | 漆原友紀 （講談社 月刊アフタヌーン 所載）                            |
| 監督・シリーズ構成              | 長濵博史                                                             |
| 脚本                            | 桑畑絹子、伊丹あき、山田由香 漆原友紀（特別篇のみ） 長濵博史（続章） |
| キャラクターデザイン 総作画監督 | 馬越嘉彦                                                             |
| 美術監督                        | 脇威志（GREEN）                                                      |
| 音楽                            | 増田俊郎                                                             |
| 音響監督                        | たなかかずや                                                         |
| メインキャスト                  |                                                                      |
| ギンコ                          | 中野裕斗                                                             |
| 語り/声、ぬい                   | 土井美加                                                             |
| 化野（あだしの）                | うえだゆうじ                                                         |
| 淡幽（たんゆう）                | 小林愛                                                               |

### 蟲師（第1期）
原作単行本第1 - 6巻から選ばれたエピソード（#各話リスト）と、後述の特番を加えた全26+1話。
シリーズ名としては「二十六譚」「第1作シリーズ」「第1期（一期）」などとも呼ばれたが、当記事では後年に当作監督の長濵が称した「第1期（1期）」で統一して解説する。
タイトルおよびロゴタイプは原作と同一。
第20話までは2005年10月から2006年3月間にフジテレビ・関西テレビ・東海テレビ・北海道文化放送・テレビ新広島・テレビ西日本などで放送され、残る6話は製品DVD-ROMにて収録（発表）予定だったが、好評を受けて2006年5月から6月間にアニメオリジナルの第20.5話的な総集篇「BSフジ放送特番『蟲師』ダイジェスト」を含む全1+6話がBSフジで放送された。さらに地上波のみの視聴者に向けて、東京、大阪、名古屋、札幌、広島、福岡の6都市で「蟲の宴」と題したDVDの第5集収録分（21 - 26話）の試写会が7月から8月にかけて行われた。
漫画を原作としたアニメーション作品では、キャラクターやエピソードの追加削除などのアレンジが加えられることが多いが、当作は“原作が面白いんだから、それだけを見て、忠実に映像化する”を掲げてほぼ完全に原作漫画に倣って制作されていることが特徴である。
子供のキャラクターのダビング（アフレコ）には必ず子役を起用している。
音楽面では、アンクルン、ガムランなどのアジアの楽器が、提供ジングルや効果音だけでなく、劇伴曲のなかでも多く使用されている。
2006年3月25日、第5回東京アニメアワード・テレビ部門優秀作品賞を受賞。また、美術監督の脇威志が美術賞を受賞した。
マンガ部門でも第9位に選出された2007年の文化庁メディア芸術祭「日本のメディア芸術100選」アニメーション部門において『新世紀エヴァンゲリオン』『風の谷のナウシカ』『機動戦士ガンダム』などに次ぐ総合第6位を獲得し、2000年 - 2007年間に制作されたもので限定した場合は、『攻殻機動隊 STAND ALONE COMPLEX』『鋼の錬金術師 (アニメ)』『千と千尋の神隠し』などを抑えて第1位の栄冠に輝いた。
文化庁メディア芸術祭10周年企画展「日本の表現力」（国立新美術館 2007年1月21日 - 2月4日）では現代のアニメ作品の1つとして、第1話「緑の座」が紹介上映された。
放送終了から約7年が経った2013年末に新作エピソードの制作決定が発表され、続篇として翌2014年新春に『蟲師 特別篇 日蝕む翳』が放送された。

#### 主題歌（第1期）
「The Sore Feet Song」
歌 - Ally Kerr / オープニング・エンディング ディレクター - 菅原一剛
オープニングテーマ。18話「山抱く衣」、24話「篝野行」、26話「草を踏む音」ではカットされている。
一方、当作でのエンディングテーマは後述の続篇も含めて各話毎に異なるBGM制となっており、「」で囲んでのサブタイトルが曲名となっている。

#### 各話リスト（第1期）
| 話数 | サブタイトル     | 脚本                      | 絵コンテ             | 演出                                   | 作画監督                                     | ゲストの担当声優                                                                                         |
| ---- | ---------------- | ------------------------- | -------------------- | -------------------------------------- | -------------------------------------------- | --- |
| 1    | 緑の座           | 桑畑絹子                  | 長濵博史             | 長濵博史                               | 馬越嘉彦                                     | 五百蔵しんら：三瓶由布子 廉子：伊瀬茉莉也                                                                |
| 2    | 瞼の光           | 伊丹あき                  | 宮下新平             | 宮下新平                               | 杉光登                                       | スイ：岡明子 ビキ：國分優香里                                                                            |
| 3    | 柔らかい角       | 山田由香                  | 林宏樹               | 長井龍雪                               | 田中将賀                                     | 真火：本城雄太郎 白沢：翠準子                                                                            |
| 4    | 枕小路           | 山田由香                  | そ〜とめこういちろう | そ〜とめこういちろう                   | 加々美高浩                                   | ジン：小山剛志 きぬ：安達まり                                                                            |
| 5    | 旅をする沼       | 桑畑絹子                  | 山川吉樹             | 今泉賢一                               | 今泉賢一                                     | いお：佐藤利奈                                                                                           |
| 6    | 露を吸う群       | 伊丹あき                  | 林宏樹               | 小田原男                               | 馬場充子                                     | あこや：千葉千恵巳 ナギ：今井由香                                                                        |
| 7    | 雨がくる虹がたつ | 伊丹あき                  | 峰達也               | そ〜とめこういちろう                   | 西位輝実                                     | 虹郎：前田剛 虹郎の父：松山鷹志                                                                          |
| 8    | 海境より         | 山田由香                  | 平松禎史             | 成田歳法                               | 田中将賀 加々美高浩 馬越嘉彦                 | シロウ：藤田大助 みちひ：清水香里 ナミ：明坂聡美                                                         |
| 9    | 重い実           | 桑畑絹子                  | 島村秀一             | そ〜とめこういちろう                   | 杉光登                                       | 祭主：陰山泰 サネ：花村怜美                                                                              |
| 10   | 硯に棲む白       | 山田由香                  | 長井龍雪             | 長井龍雪                               | 田中将賀                                     | たがね：日高奈留美                                                                                       |
| 11   | やまねむる       | 伊丹あき                  | 五十嵐卓哉           | 五十嵐卓哉 そ〜とめこういちろう 峰達也 | 西位輝実                                     | ムジカ：坂口芳貞 コダマ：安達直人 朔：氷青                                                               |
| 12   | 眇の魚           | 桑畑絹子                  | 桜井弘明             | そ〜とめこういちろう                   | 加々美高浩 中村章子                          | ぬい：土井美加 ヨキ：沢城みゆき                                                                          |
| 13   | 一夜橋           | 伊丹あき                  | 宮下新平             | そ〜とめこういちろう 宮田亮            | 馬場充子                                     | ゼン：加古臨王 ハナ：稲村優奈                                                                            |
| 14   | 籠のなか         | 山田由香                  | 成田歳法             | よこた和                               | 杉光登                                       | キスケ：保村真 セツ：岩男潤子                                                                            |
| 15   | 春と嘯く         | 桑畑絹子                  | 山川吉樹             | 小田原男                               | 田中将賀                                     | すず：鬼頭典子 ミハル：熊谷健吾                                                                          |
| 16   | 暁の蛇           | 伊丹あき                  | 峰達也               | そ〜とめこういちろう 宮田亮            | 中村章子 西位輝実 馬場充子 田中将賀 日向正樹 | カジ：岡村明美 さよ：天野由梨                                                                            |
| 17   | 虚繭取り         | 山田由香                  | 今泉賢一             | 今泉賢一                               | 今泉賢一                                     | 兎澤綺（成人期）：名塚佳織 兎澤綺（幼少期）：黒葛原未有 兎澤緒：宮本侑芽 ウロ守：青野武                  |
| 18   | 山抱く衣         | 伊丹あき                  | 山崎理               | 山崎理                                 | 明珍宇作 結城信輝                            | 塊：川田紳司 塊の姉：豊後敦子 トヨ：牧莉々香 骨董店の店主：野添義弘                                      |
| 19   | 天辺の糸         | 伊丹あき                  | 大地丙太郎           | 井之川慎太郎                           | 加々美高浩                                   | 吹：福井裕佳梨 淸志朗：井上優                                                                            |
| 20   | 筆の海           | 桑畑絹子                  | 長濵博史             | そ〜とめこういちろう 長濵博史          | 田中将賀 中村章子 西位輝実 馬場充子          | 狩房淡幽：小林愛 狩房淡幽（幼少時代）：黒葛原未有 淡幽の父：山口祥行 薬袋たま：京田尚子                  |
| 話数 | サブタイトル     | ディレクター              | 編集                 | MA                                     | 協力                                         | ナビゲーター                                                                                             |
| 20.5 | 蟲師ダイジェスト | 林直人 大川剛（制作担当） | 北澤直之 三善幸子    | 中村玲子 村上智広                      | 柴田敦子                                     | 中野裕斗                                                                                                 |
| 話数 | サブタイトル     | 脚本                      | 絵コンテ             | 演出                                   | 作画監督                                     | ゲストの担当声優                                                                                         |
| 21   | 綿胞子           | 山田由香                  | 成田歳法             | 成田歳法                               | 馬場充子                                     | ワタヒコ：齋藤彩夏 あき：川上とも子 ヤスケ：下崎紘史                                                     |
| 22   | 沖つ宮           | 桑畑絹子                  | よこた和             | よこた和                               | 杉光登                                       | 澪：宮島依里 イサナ：鈴木真仁                                                                            |
| 23   | 錆の鳴く聲       | 桑畑絹子                  | 山崎理               | 山崎理                                 | 中村章子 西位輝実                            | しげ：五十嵐浩子 しげ（子供時代）：工藤あかり テツ：竹本英史                                             |
| 24   | 篝野行           | 山田由香                  | 五十嵐卓哉           | 成田歳法                               | 田中将賀                                     | 野萩：安原麗子 ナオ：山内翔平 みく：戒怜菜                                                               |
| 25   | 眼福眼禍         | 伊丹あき                  | 今泉賢一             | 今泉賢一                               | 今泉賢一                                     | 周：坂本真綾 周の父：山路和弘 さき：伊藤実華 フサ：菊池こころ                                            |
| 26   | 草を踏む音       | 桑畑絹子                  | 長濵博史             | そ〜とめこういちろう 長濵博史          | 加々美高浩 馬越嘉彦                          | 沢（少年）：伊藤実華 イサザ：小清水亜美 ギンコ（少年）：沢城みゆき 沢（現在）：浜田賢二 沢の父：石井康嗣 |

#### 放送
| 放送局                 | 放送期間                       | 放送日時                                       | 放送話                             | 放送系列       | 備考                     |
| ---------------------- | ------------------------------ | ---------------------------------------------- | ---------------------------------- | -------------- | ------------------------ |
| フジテレビ             | 2005年10月23日 - 2006年3月12日 | 日曜日 3:40 - 4:10（土曜深夜）                 | 1話 - 20話                         | フジテレビ系列 | 一部で時間変更           |
| 関西テレビ             | 2005年10月23日 - 2006年3月19日 | 日曜日 3:15 - 3:45（土曜深夜）                 | 1話 - 20話                         | フジテレビ系列 | 一部で時間変更           |
| テレビ新広島           | 2005年10月27日 - 2006年3月23日 | 木曜日 1:35 - 2:05（水曜深夜）                 | 1話 - 20話                         | フジテレビ系列 | 数話で時間変更           |
| テレビ西日本           | 2005年10月27日 - 2006年3月23日 | 木曜日 2:15 - 2:45（水曜深夜）                 | 1話 - 20話                         | フジテレビ系列 | 数話で時間変更           |
| 東海テレビ             | 2005年10月27日 - 2006年3月23日 | 木曜日 3:58 - 4:28（水曜深夜）                 | 1話 - 20話                         | フジテレビ系列 | 一部で時間変更           |
| 北海道文化放送         | 2005年10月29日 - 2006年3月31日 | 土曜日 2:30 - 3:00（金曜深夜）                 | 1話 - 20話                         | フジテレビ系列 | 数話で時間変更・放送休止 |
| BSフジ                 | 2006年5月15日 - 6月19日        | 月曜日 1:00 - 1:30（日曜深夜）                 | 20.5話 - 26話                      | BSデジタル放送 |                          |
| BSフジ                 | 2006年10月7日 - 2007年3月31日  | 土曜日 0:00 - 0:30（金曜深夜）                 | 21話 - 26話                        | BSデジタル放送 | 再放送（以下全て同じ）   |
| CSフジテレビ721        | 2006年6月28日 - 2006年10月4日  | 水曜日 21:00 - 21:50                           | 全26話                             | CSデジタル放送 | 1週2話                   |
| CSフジテレビ721        | 2006年12月26日 - 28日          | 火曜日 - 木曜日 1:00 - 4:20（月曜 - 水曜深夜） | 1話 - 8話、9話 - 16話、17話 - 26話 | CSデジタル放送 | 3日分割                  |
| フジテレビオンデマンド | 2007年3月1日 配信開始          | 木曜日 更新                                    | 全26話                             | ネット配信     | 初回のみ2話、以降は1話   |
| NHK BS2                | 2008年12月8日 - 2009年3月2日   | 火曜日 0:25 - 0:50（月曜深夜）                 | 1話 - 13話                         | BSデジタル放送 |                          |
| NHK BS2                | 2009年4月5日 - 6月28日         | 日曜日 23:54 - 0:20                            | 14話 - 26話                        | BSデジタル放送 | 衛星アニメ劇場にて放送   |

BSフジ以外で「蟲師ダイジェスト」（20.5話）は放送・配信されていない。

### 日蝕む翳
約7年振りとなった続篇で、2014年新春スペシャルとしてTOKYO MX・BS11ほかで放送された『日蝕む翳 前後篇』のアニメ版。1時間番組として単話化されており、実尺は約44分。
メインのスタッフ・キャストは1期と変わらないが脚本に作者の漆原自身が参加している。クロージングクレジットは1期のBGM制と同じで新規の曲だが、オープニングクレジットは1期の第1、2、20.5話にのみ存在した土井美加による語りのコールドオープンを新作画・新録音かつ反転構図にしたものを前半とする演出になっている。細かいところでは制作スタジオが改名したり、著作権関連でレーベルがアニプレックスに変更されたりしている。
日食のシーンには作者も絶賛した原作に無いオリジナルとして、先のアニメ版全26話に登場したメインゲスト数名のカットが追加されており、語りだけだった結末やさらなるその後の様子が描かれている。
本篇終了後には、残っていた原作エピソードを映像化する更なる続篇シリーズ『蟲師 続章』の製作・放送決定AD（CM）が流された。

#### 各話リスト（日蝕む翳）
| サブタイトル | 脚本     | 絵コンテ | 演出                          | 作画監督                 | ゲストの担当声優                    |
| ------------ | -------- | -------- | ----------------------------- | ------------------------ | ----------------------------------- |
| 日蝕む翳     | 漆原友紀 | 長濵博史 | そ〜とめこういちろう 長濵博史 | 安彦英二 杉光登 馬越嘉彦 | ヒヨリ：渡辺優奈 ヒナタ：佐々木りお |

#### 放送（日蝕む翳）
| 放送局         | 放送期間       | 放送日時                     | 放送系列   | 備考             |
| -------------- | -------------- | ---------------------------- | ---------- | ---------------- |
| TOKYO MX       | 2014年1月4日   | 土曜日 - 日曜日 23:30 - 0:30 | 独立局     | 『E!TV』枠       |
| 群馬テレビ     | 2014年1月4日   | 土曜日 - 日曜日 23:30 - 0:30 | 独立局     |                  |
| とちぎテレビ   | 2014年1月4日   | 土曜日 - 日曜日 23:30 - 0:30 | 独立局     |                  |
| BS11           | 2014年1月4日   | 土曜日 - 日曜日 23:30 - 0:30 | BS放送     | 『ANIME+』枠     |
| ニコニコ生放送 | 2014年1月4日   | 土曜日 - 日曜日 23:30 - 0:30 | ネット配信 |                  |
| ニコニコ生放送 | 2014年3月31日  | 月曜日 0:00 - 1:00           | ネット配信 |                  |
| ファミリー劇場 | 2014年10月13日 | 月曜 22:00 - 23:00           | CS放送     | リピート放送あり |

### 蟲師 続章
原作単行本第6 -10巻から選ばれたエピソード（#各話リスト）をアニメ化したもの。総称の際は「第2期」とも言い表される。
メインのスタッフ・キャストは特別篇から変わらないが、オープニングは新作画・新曲となった。コールドオープンは特別篇のものが引き継がれている。キービジュアルなどで見られる通りタイトルに「続章」を含んだデザインの新規のロゴタイプも存在するが、劇中では1期/特別篇および原作と同一の単なる「蟲 むしし 師」ロゴとなっている。
音声収録においては独特な空間表現を目的として、ガンマイクを使用している。
当初、第二期は全24話と発表されたが、実際の放送では下記「放送略歴」などに述した通りレギュラー放送とは別に特別編として放送されたエピソードがある事、最終エピソード「鈴の雫」が劇場で上映される形となった事などにより、全話数については注釈を多く含む。詳細については#各話リスト（続章）および#放送（続章）も参照。
放送略歴
第二期は前述した特別編「日蝕む翳」の放送後、2014年4月より同年12月まで幾つかの時期に分けてテレビ放送した。
1話約30分のレギュラー放送としては2014年4月より6月まで第一話〜第十話までを放送（ここまでが「前半エピソード」にあたる）。同年10月より12月まで第十一話〜第二十話まで放送（これが「後半エピソード」にあたる）した。
同年8月20日および24日には、原作では前後編構成の「棘のみち」を単話化し1時間スペシャル（実尺は約47分）として放送。
レギュラー放送の最終話（最速局では2014年12月21日）で、原作における連載最終エピソード「鈴の雫」を2015年初夏に劇場で上映する事が発表された。
前半の期間中は「特別番組 蟲語（むしがたり）」と称し、本編から抜粋した映像を見ながらメインキャスト・スタッフが語らう番組を本編の間に挟む形で放送した。（第6話の後に第6.5話として第1弾、第10話の後に第10.5話として第2弾）

#### 主題歌（続章）
「SHIVER」
歌 - ルーシー・ローズ / オープニング・エンディング ディレクター - 菅原一剛
オープニングテーマ。
放送時、「特別番組 蟲語」「蟲語 第二夜」および十二話・十三話・十七話・二十話ではOP自体がカットされたため流れず。
エンディングテーマは今期でも各話毎に異なるBGM制だが、サントラ『蟲音 続』には未収録であり、DVD/Blu-ray完全生産限定版における特典CDでの提供となっている。

#### 各話リスト（続章）
| 話数     | サブタイトル | 絵コンテ                      | 演出                          | 作画監督                                              | ゲストの担当声優 |
| -------- | ------------ | ----------------------------- | ----------------------------- | ----------------------------------------------------- | --- |
| 第一話   | 野末の宴     | 長濵博史                      | そ〜とめこういちろう 長濵博史 | 杉光登 馬越嘉彦                                       | 禄助：上村祐翔 禄助（子供）：野田宏海 禄助の父：堀越富三郎 イサザ：岸尾だいすけ                                                |
| 第二話   | 囀る貝       | そ〜とめこういちろう          | そ〜とめこういちろう          | 安彦英二 馬越嘉彦                                     | 砂吉：中博史 綱元：屋良有作 ミナ：津田彩花 シマ：藤本南風                                                                      |
| 第三話   | 雪の下       | 長濵博史                      | 下司泰弘                      | 馬場充子 加々美高浩 馬越嘉彦                          | トキ：植田慎一郎 妙：谷田部美咲 サチ：駒形瑠美奈                                                                               |
| 第四話   | 夜を撫でる手 | 長濵博史                      | 木村延景                      | 西位輝実                                              | 辰：内山昂輝 卯介：貴島康成 父：かわのをとや                                                                                   |
| 第五話   | 鏡が淵       | 長濵博史                      | 下司泰弘                      | 馬越嘉彦 西位輝実 馬場充子                            | 真澄：白石晴香 真澄の母：福森加織 真澄の父：みやざこ夏穂 想い人：濱野大輝                                                      |
| 第六話   | 花惑い       | 長濵博史                      | 宮田亮                        | 杉光登 佐藤浩一 馬越嘉彦                              | 柾：宮本充 佐保：武藤寿美 佐保（子供時代）：栗本有規 佐保（赤ちゃん）：吉畑夏希 佐保の声：吉畑優子、平ますみ                   |
| 第七話   | 日照る雨     | 長濵博史                      | 下司泰弘                      | 安彦英二 西位輝実 馬越嘉彦                            | テル：日笠陽子 ヤス：尾関俊和 テル（子供時代）：池田小雪 涼：石川凌                                                            |
| 第八話   | 風巻立つ     | 長濵博史                      | 宮田亮 そ〜とめこういちろう   | 馬場充子 加々美高浩 西位輝実 安彦英二 杉光登 馬越嘉彦 | イブキ：齋藤陽介 父親：高橋広司 継母：桜井明美                                                                                 |
| 第九話   | 潮わく谷     | 長濵博史                      | 下司泰弘                      | 西位輝実 安彦英二 馬越嘉彦                            | 豊一：松下哲 豊一の嫁：きっかわ佳代 豊一の父：竹本和正 豊一の父（25歳）：佐賀孔生 千代：辻良江                                 |
| 第十話   | 冬の底       | 長濵博史                      | そ〜とめこういちろう          | 杉光登 馬場充子 西位輝実 安彦英二 馬越嘉彦            | - |
| 特別編   | 棘のみち     | 長濵博史                      | そ〜とめこういちろう 長濵博史 | 西位輝実 安彦英二 馬場充子 馬越嘉彦                   | クマド：三上哲 淡幽（幼少時代）：蒲生彩華 クマド（幼少時代）：西田光貴 薬袋の爺さま：北川米彦 薬屋：チョー 農民男：浜添伸也    |
| 第十一話 | 草の茵       | 長濵博史                      | 下司泰弘                      | 西位輝実 馬場充子                                     | ギンコ：沢城みゆき スグロ：中尾隆聖                                                                                            |
| 第十二話 | 香る闇       | 長濵博史                      | 布施康之                      | 安彦英二 馬越嘉彦                                     | カオル：古川登志夫 郁：柿沼紫乃                                                                                                |
| 第十三話 | 残り紅       | 長濵博史                      | 下司泰弘                      | 西位輝実 馬場充子                                     | みかげ：鈴木れい子 陽吉：西村知道                                                                                              |
| 第十四話 | 隠り江       | 長濵博史                      | 大久保富彦                    | 飯飼一幸 関口雅浩 津熊健徳                            | ゆら：越川詩織 スミ：島本須美                                                                                                  |
| 第十五話 | 光の緒       | 桜井弘明                      | 木村泰大                      | 安彦英二 馬越嘉彦                                     | ゲン：金沢凜 ゆい：東郷すばる ゲンの父：浜添伸也                                                                               |
| 第十六話 | 壺天の星     | 大地丙太郎                    | 下司泰弘                      | 佐藤浩一 馬越嘉彦                                     | イズミ：松浦亜弓 ミズホ：飯野茉優                                                                                              |
| 第十七話 | 水碧む       | 長濵博史                      | 布施康之                      | 西位輝実 馬場充子 馬越嘉彦                            | 涌太：潘めぐみ タキ：折笠冨美子                                                                                                |
| 第十八話 | 雷の袂       | 長濵博史 そ〜とめこういちろう | 下司泰弘                      | 安彦英二 西位輝実 馬場充子 馬越嘉彦                   | レキ：山田瑛瑠 しの：小橋めぐみ                                                                                                |
| 第十九話 | 泥の草       | 長濵博史 そ〜とめこういちろう | 大久保富彦                    | 飯飼一幸 関口雅浩 津熊健徳 馬越嘉彦                   | 草介：古賀瑠 シゲル：矢部雅史 シノブ：塚本淳也                                                                                 |
| 第二十話 | 常の樹       | 桜井弘明                      | そ〜とめこういちろう          | 西位輝実 馬場充子 安彦英二 佐藤浩一 馬越嘉彦          | 幹太：辻本耕志 幹太の母：清野佳津美 幹太の妻： 雪乃さやか ふたば：秋葉月花 ワクリの長老：羽佐間道夫 イサザ（少年）：小清水亜美 |

#### 蟲語（続章）
スタッフとキャスト達の座談会。
| サブタイトル                | コメンテーター                                                                           | 初回放送日     |
| --------------------------- | ---------------------------------------------------------------------------------------- | -------------- |
| 蟲語                        | 長濵博史 中野裕斗 小林愛 たなかかずや 名倉靖（録音調整） 岡本千尋（設定制作）            | 2014年 5月17日 |
| 蟲語 第二夜                 | 長濵博史 中野裕斗 土井美加 うえだゆうじ そ〜とめこういちろう 増田俊郎 太田今日子（宣伝） | 6月28日        |
| 蟲語 秋の放送直前スペシャル | 長濵博史 馬越嘉彦 太田今日子                                                             | 10月2日        |

#### 放送（続章）
| 放送局             | 放送期間                      | 放送日時                                                      | 放送話         | 放送系列       | 備考                                                   |
| 前半エピソード     | 前半エピソード                | 前半エピソード                                                | 前半エピソード | 前半エピソード | 前半エピソード                                         |
| ------------------ | ----------------------------- | ------------------------------------------------------------- | -------------- | -------------- | ------------------------------------------------------ |
| TOKYO MX           | 2014年4月5日 - 6月21日        | 土曜日 0:00 - 0:30（金曜深夜）                                | 1話 - 10話     | 独立局         | 『E!TV』枠                                             |
| 群馬テレビ         | 2014年4月5日 - 6月21日        | 土曜日 0:00 - 0:30（金曜深夜）                                | 1話 - 10話     | 独立局         |                                                        |
| BS11               | 2014年4月5日 - 6月21日        | 土曜日 0:00 - 0:30（金曜深夜）                                | 1話 - 10話     | BSデジタル放送 | 『ANIME+』枠                                           |
| とちぎテレビ       | 2014年4月5日 - 6月21日        | 土曜日 0:30 - 1:00（金曜深夜）                                | 1話 - 10話     | 独立局         |                                                        |
| ニコニコ生放送     | 2014年4月5日 - 6月21日        | 土曜日 23:30 - 0:00                                           | 1話 - 10話     | ネット配信     | 最新話1週間無料                                        |
| ニコニコチャンネル | 2014年4月6日 - 6月22日        | 日曜日 0:00（土曜深夜） 更新                                  | 1話 - 10話     | ネット配信     | 同上後に有料                                           |
| 朝日放送           | 2014年4月10日 - 6月26日       | 木曜日 2:14 - 2:44（水曜深夜）                                | 1話 - 10話     | テレビ朝日系列 | 『水曜アニメ〈水もん〉』枠 第1部 数話で時間変更        |
| J:COMオンデマンド  | 2014年4月11日 - 6月27日       | 金曜日 0:00 （木曜深夜）更新                                  | 1話 - 10話     | ネット配信     | 最新話有料                                             |
| GYAO!              | 2014年4月13日 - 6月29日       | 日曜日 1:00（土曜深夜） 更新                                  | 1話 - 10話     | ネット配信     | 最新話1週間無料                                        |
| GYAO!ストア        | 2014年4月13日 - 6月29日       | 日曜日 1:00（土曜深夜） 更新                                  | 1話 - 10話     | ネット配信     | 同上後に有料                                           |
| バンダイチャンネル | 2014年4月13日 - 6月29日       | 日曜日 1:00（土曜深夜） 更新                                  | 1話 - 10話     | ネット配信     | 有料会員最新話1週間無料                                |
| 楽天ショウタイム   | 2014年4月15日 - 7月1日        | 火曜日 0:00（月曜深夜） 更新                                  | 1話 - 10話     | ネット配信     | 最新話1週間無料後、有料                                |
| ファミリー劇場     | 2014年10月13日 - 10月16日     | 月曜 - 木曜 23:00 -                                           | 1話 - 10話     | CS放送         | リピート放送あり                                       |
| 特別編             |                               |                                                               |                |                |                                                        |
| BS11               | 2014年8月20日                 | 水曜日 23:00 - 0:00                                           | 特別篇         | BSデジタル放送 |                                                        |
| TOKYO MX           | 2014年8月24日                 | 日曜日 20:00 - 21:00                                          | 特別篇         | 独立局         |                                                        |
| 朝日放送           | 2014年10月9日/ 2014年10月16日 | 木曜日 2:44 - 3:14（水曜深夜） 木曜日 2:59 - 3:29（水曜深夜） | 特別篇         | テレビ朝日系列 | 『水曜アニメ〈水もん〉』枠 第2部 前後編2週に分けて放送 |
| 後半エピソード     |                               |                                                               |                |                |                                                        |
| TOKYO MX           | 2014年10月19日 - 12月21日     | 日曜日 0:30 - 1:00（土曜深夜）                                | 11話 - 20話    | 独立局         | 『E!TV』枠                                             |
| とちぎテレビ       | 2014年10月19日 - 12月21日     | 日曜日 0:30 - 1:00（土曜深夜）                                | 11話 - 20話    | 独立局         | 数話で時間変更                                         |
| 群馬テレビ         | 2014年10月19日 - 12月21日     | 日曜日 0:30 - 1:00（土曜深夜）                                | 11話 - 20話    | 独立局         |                                                        |
| BS11               | 2014年10月19日 - 12月21日     | 日曜日 0:30 - 1:00（土曜深夜）                                | 11話 - 20話    | BSデジタル放送 | 『ANIME+』枠                                           |
| 朝日放送           | 2014年10月23日 -              | 木曜日 2:44 - 3:14（水曜深夜）                                | 11話 - 20話    | テレビ朝日系列 | 『水曜アニメ〈水もん〉』枠 第2部                       |

### 鈴の雫
劇場作となる特別編。2015年5月16日に劇場公開された。ゲストの担当声優はカヤは齋藤智美、葦朗は小川ゲン。

## CD・DVD・ブルーレイ

### CD
- アリー・カー/増田俊郎『蟲師 The Sore Feet Song/CW：蟲宴』マーベラスエンターテイメント、2005年10月21日発売 MJCD-23010
  - アリーのアルバム『Calling Out To You』に収録されていた既存曲の「The Sore Feet Song」、そのTV Size版、増田作曲によるBGM「蟲宴」の3曲を同時収録したもの。
- 増田俊郎『蟲師 オリジナル サウンドトラック 蟲音 前』同上、2006年3月24日発売 MJCD-20053
- 同上『蟲師 オリジナル サウンドトラック 蟲音 後』同上、2006年6月23日発売 MJCD-20061
  - アニメ第1期のBGM集。『前』は「緑の座」から「一夜橋」まで、『後』は「籠のなか」から「草を踏む音」までを収録。
- Lucy Rose 『Shiver』 ソニー・ミュージックジャパンインターナショナル、2014年6月11日配信開始 id880977120
  - 2012年9月24日に発売されたアルバム『Like I Used To』から日本独自企画としてシングルカット。ジャケットにギンコのビジュアルが用いられている[17]。2013年にミュージック・ビデオも制作されている[18]。
- 増田俊郎『蟲師 サウンドトラック 蟲音 続』アニプレックス、2014年6月25日発売 SVWC-7999
  - アニメ特別篇および第2期のBGM集。主に劇中の場面音楽が中心で、エンディングテーマで収録されているのは『日蝕む翳』での「日向」のみとなっている。
- 増田俊郎『蟲師 オリジナルサウンドトラック 蟲音 全』株式会社マーベラス、2015年1月28日発売 MJSA-01142〜3
  - 2006年発売のサウンドトラック『蟲音 前』及び『蟲音 後』の音源をリマスターし、二枚組として再発売したもの。ただし 『前』『後』で重複して収録されていた「The Sore Feet Song」TVサイズ版は、『前』に相当する Disc 1 収録分がフルサイズ版に差し替えられている。
- 増田俊郎『蟲師 サウンドトラック 蟲音 結』アニプレックス、2015年7月22日発売 SVWC-70090
  - 劇場版特別編「鈴の雫」および TV第2期のレギュラーBGM集。

### DVD・ブルーレイ
- 『蟲師 其ノ壱』マーベラスエンターテイメント（以下同じ）、2006年1月25日発売 AVBA-22501
- 『蟲師 其ノ弐』2006年3月29日発売 AVBA-22502
- 『蟲師 其ノ参』同上 AVBA-22503
- 『蟲師 其ノ肆』2006年5月31日発売 AVBA-22504
- 『蟲師 其ノ伍』同上 AVBA-22505
- 『蟲師 其ノ陸』2006年7月26日発売 AVBA-22506
- 『蟲師 其ノ漆』同上 AVBA-22507
- 『蟲師 其ノ捌』2006年9月27日発売 AVBA-22508
- 『蟲師 其ノ玖』同上 AVBA-22509
- 『蟲師 初回限定特装版 第一集』2006年1月25日発売 AVBA-22485〜6
- 『蟲師 初回限定特装版 第二集』2006年3月29日発売 AVBA-22487〜8
- 『蟲師 初回限定特装版 第三集』2006年5月31日発売 AVBA-22489〜90
- 『蟲師 初回限定特装版 第四集』2006年7月26日発売 AVBA-22491〜2
- 『蟲師 初回限定特装版 第五集』2006年9月27日発売 AVBA-22493〜4
- 『蟲師 特別編集 -蟲往来- 初回限定特装版』2006年11月29日発売 AVBA-22953〜4
- 『蟲師 特別編集 -蟲往来- 通常版』同上 AVBA-22955
  - BSフジにて放送されたのみだった「蟲師ダイジェスト」が収録されている一方、限定版にのみ後述の受注限定版フィギュアの購入権チケットが封入されていた。
- 『蟲師 二十六譚 DVD Complete BOX』2008年3月28日発売 AVBA-26670〜8
- 『蟲師 二十六譚 Blu-ray BOX』2009年3月27日発売 AVXA-29045〜9
- 『【特別価格限定版】 蟲師 二十六譚 Blu-ray BOX スタンダード版』マーベラスAQL、2013年12月20日発売 AVXA-62625〜8/P
- 『蟲師 特別篇 日蝕む翳』アニプレックス（以下同じ）、2014年4月23日発売、BD：ANSX-3560、DVD：ANSB-3560
- 『蟲師 続章 一 完全生産限定版』2014年7月23日発売 BD：ANZX 3561-3562、DVD：ANZB 3561-3562
  - 以下の続巻も含め 各話のエンディングテーマが収録されたサウンドトラックCDなどが付属。
- 『蟲師 続章 二 完全生産限定版』2014年9月24日発売 BD：ANZX 3563-3564、DVD：ANZB 3563-3564
- 『蟲師 続章 三 完全生産限定版』2014年12月17日発売 BD：ANZX 3565-3566、DVD：ANZB 3565-3566
- 『蟲師 続章 四 完全生産限定版』2015年1月28日発売 BD：ANZX 3567-3568、DVD：ANZB 3567-3568
- 『蟲師 続章 五 完全生産限定版』2015年3月25日発売 BD：ANZX 3569-3570、DVD：ANZB 3569-3570
- 『蟲師 続章 六 完全生産限定版』2015年7月22日発売 BD：ANZX 3571-3572、DVD：ANZB 3571-3572

## フィギュア
- 『RAH（リアルアクションヒーローズ） No.308 蟲師 ギンコ（受注限定版）』メディコム・トイ、2006年11月29日受付開始
- 『RAH No.297 蟲師 ギンコ』同上、2007年1月発売
  - 衣装・小物の構成は限定版が「柔らかい角」、通常版が「緑の座」「虚繭取り」を基にしている。

## ゲーム

### 概要
アニメ版のスタッフが手掛けたオリジナルの携帯型ゲーム作品。
プレイヤーキャラクターはアバターだが、ギンコだけでなく淡幽や多くの蟲が原作からゲスト出演しており、逆に当作の核心となる「蟲垂衣（ムシノタレギヌ）」と類似性があると思しきものが「光の緒」にて描かれてもいる。
ゲーム雑誌『ファミ通』のクロスレビューでは26/40点と評価された。

### システム
プレイヤーは蟲師見習いとなって里を巡り全100種類いる蟲を集めるライフシミュレーションゲーム。蟲を集める時間は日中の昼間〜夜。夜を過ぎると自宅に帰るかその場で野宿するか選択する。体力の項目があり、マップの切り替えをすると減り、零になると倒れて自動的に帰宅する。日付が無く蟲を集めるのに期限はない。テレビアニメのようなナレーションとアニメの楽曲も使用されている。ギンコと淡幽のみフルボイス。

### 登場人物
主人公（男/女）
十年前に「蟲垂衣」が襲ってきた際の村で唯一の生き残り。事件後はヤクノに助けられ、一人でも食べていけるように蟲師として育てられたが実力はまだまだ。
主人公の姉
蟲が見えるということで主人公と共にいじめられていた。姉弟（姉妹）仲はよく、二人だけの秘密の場所によく行っていた。十年前に「蟲垂衣」に襲われ死亡。
主人公の母
主人公とその姉に蟲が見えていることを子供が言うことと信じていなかった。十年前に「蟲垂衣」に襲われ死亡。
ヤクノ
育ての親。事件の後に一人生き残った主人公を見つけ助けた蟲師。ギンコとは既知の関係。
ギンコ （声 - 中野裕斗）
原作の主人公。ヤクノに頼まれて里に来た。ヤクノの事を「あいつ」と呼ぶ。ゲームでは天降る里編で登場し終了後は「もし、興味があるなら狩房文庫をたずねてみるといい」と言って村を去るが、その後も春まがいで倒れた主人公を介抱してくれたり、通りすがりということで訪ねてくることもある。
狩房淡幽 （声 - 小林愛）
狩房家の四代目筆記者。体内に禁種の蟲を封じている。狩房文庫をある程度進めると主人公にお呼びが掛かる。

### ストーリー
第一部 蟲師見習い
蟲師のヤクノから一人前の蟲師になるための道具をもらいうけた主人公は蟲師として里の村人を守るために蟲師としての修行を始める。
第二部 天降る里
ある日、空から鳥が降ってくるという怪異に遭遇する。村人達も不安がっていた事から主人公は虚繭を使ってヤクノと連絡を取ることにした。ヤクノは状況から十年前に村を襲った怪異ではないかという。しかし現在地から里までは遠く、とても間に合わないだろうと、代わりに知り合いの蟲師に協力を依頼したという。数日後、尋ねてきたのは体中に蟲をまとわりつかせたギンコだった。
第三部 完結篇
ギンコの助けを得て怪異「蟲垂衣」をやりすごす事に成功した主人公はまた蟲師としての修行を再開し、村人にとりついた蟲を捕え、困った村人を救っていった。そんな日、ヤクノが帰宅する。ヤクノは主人公の成長を喜び、少しの間のみ村に留まった後にまた旅立っていった。

### 蟲
採取が目的の100種類の蟲は省略。
蟲垂衣（ムシノタレギヌ）
十年前に里を襲った蟲。正体は四方数十キロから数百キロメートルの四角い巨大な「布」。人の目では捉えることが困難らしくギンコも探すのに手間取っていた。それには理由があり、地上の蟲ではなく天に存在する蟲だったからである。十年前に空から降ってきた際に地上にいた蟲と多くの人間の命を奪った。それは食事で、本来は増えすぎた蟲を減らすことが目的で人間はその巻き添えだった。光に弱く、それを突いたギンコは変わった場所に村人を避難させる。

## 朗読劇
『詠舞台 蟲師』（よみぶたい むしし）のタイトルで、2015年3月18日から29日までスパイラルホールにて公演。舞台原案はアニメでの監督を務めた長濱博史が、製作総指揮・脚本・演出は中村和明（ワムハウス）が担当。

### 内容
「緑の座」「雨がくる虹がたつ」「一夜橋」「野末の宴」「花惑い」「鏡が淵」の6作のうち、1公演で2作を上演する。

### キャスト（朗読劇）

#### メイン（全作に出演）
- ギンコ - 中野裕斗
- 淡幽 - 小林愛
- 声 - 土井美加

#### 緑の座
- 五百蔵しんら - 三瓶由布子

#### 雨が来る虹が立つ
- 虹郎 - 前田剛
- 虹郎の父 - 松山鷹志

#### 一夜橋
- ゼン - 加古臨王
- ハナ - 稲村優奈

#### 野末の宴
- 禄助 - 上村祐翔

#### 花惑い
- 柾 - 宮本充
- みき - 石川由依[注 25]

#### 鏡が淵
- 真澄 - 白石晴香